# Limbowe Turniczki

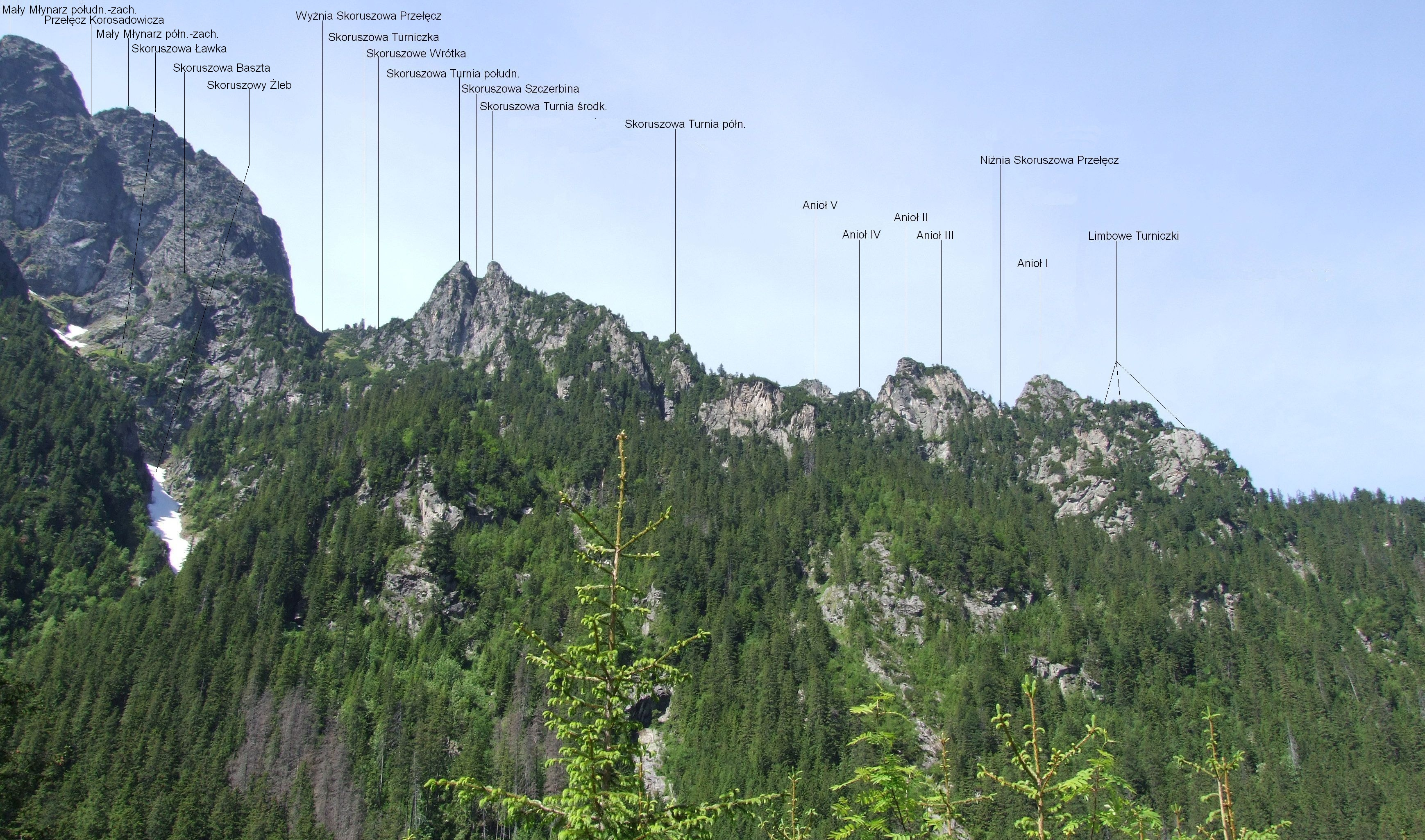
Widok z Doliny Białej Wody

Limbowe Turniczki – trzy turniczki w głównej grani Młynarza w słowackich Tatrach Wysokich. Znajdują się w masywie Skoruśniaka, który oddziela Dolinę Żabich Stawów Białczańskich od Doliny Białej Wody. Ich otoczenie porasta las urwiskowy z limbami.
Limbowe Turniczki znajdują się w najbardziej na północ wysuniętej części Skoruśniaka. Kolejno wyróżnia się w niej:
- Limbowa Przełączka (Limbová štrbina)
- Zadnia Limbowa Turniczka (Zadná limbová vežička)
- Zadnia Limbowa Szczerbina (Zadná limbová štrbina)
- Pośrednia Limbowa Turniczka (Prostredná limbová vežička)
- Skrajna Limbowa Szczerbina (Predná limbová štrbina)
- Skrajna Limbowa Turniczka (Predná limbová vežička)[1].

Autorem nazw wszystkich Limbowych Przełączek i Limbowych Turniczek jest Władysław Cywiński, autor jedynego szczegółowego przewodnika po masywie Młynarza. Nawiązał ich nazwami do limb rosnących w otoczeniu przełączek. Nazwy słowackie na podstawie Czterojęzycznego słownika nazw Tatr Wysokich. Są tłumaczeniami nazw polskich.

## Drogi wspinaczkowe
Obok Limbowych Turniczek prowadzi droga wspinaczkowa, ale cały masyw Młynarza jest zamknięty dla turystów i taterników. Jest to obszar ochrony ścisłej Tatrzańskiego Parku Narodowego.
1. Granią od Limbowych Turniczek do Pośredniej Skoruszowej Przełęczy; kilka miejsc III, jedno miejsce IV, 4 godz.[1]